# Бољевићи (Кршан)
Бољевићи (итал. Boglievici)) су насељено место у саставу општине Кршан у Истарској жупанији, Хрватска. До територијалне реорганизације у Хрватској налазили су се у саставу старе општине Лабин.

## Становништво
Према последњем попису становништва из 2011. године у насељу Занковци живело је 8 становника.
| година пописа  | 1857 | 1869 | 1880 | 1890 | 1900 | 1910 | 1921 | 1931 | 1948 | 1953 | 1961 | 1971 | 1981 | 1991 | 2001 | 2011 |
| бр. становника | 0    | 0    | 180  | 207  | 219  | 227  | 0    | 0    | 219  | 206  | 174  | 149  | 134  | 111  | 95   | 86   |

Напомена:У 1857, 1869, 1921. и 1931. подаци су садржани у насељу Кршан. Од 1880. до 1910. исказивано под именом Болешко, у 1890. и 1900. под именом Бољанско, а у 1910. под именом Бољанско село.